# Le Choix de Jane

Le Choix de Jane (Miss Austen Regrets) est un téléfilm britannique réalisé par Jeremy Lovering, diffusé en 2008. Centré sur la relation entre Jane Austen et l'une de ses nièces préférées, Fanny Knight, le téléfilm évoque la vie de la romancière, après l'écriture de Mansfield Park jusqu'à sa mort, en restant globalement fidèle au peu qu'on en connait aujourd'hui du fait de la faiblesse des sources disponibles.  

## Synopsis

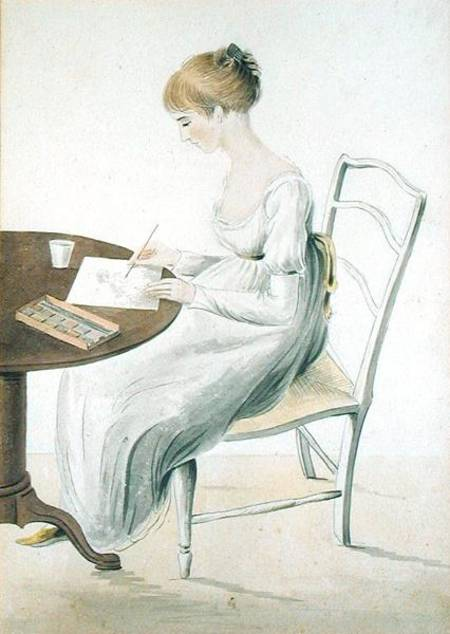
Fanny Knight (1793-1882), l'une des nièces de Jane Austen, a été la destinataire ou la légataire de nombreuses lettres de sa tante. Aquarelle peinte par Cassandra Austen.

Le téléfilm s'appuie en grande partie sur certains épisodes réels de la vie de Jane Austen, et notamment sur ses relations avec l'une de ses nièces préférées, Fanny Knight, future Lady Knatchbull, qu'elle aimait « presque comme une sœur » (« almost like a sister »). 
L'écriture et la publication des différents romans de Jane Austen servent également de toile de fonds au téléfilm : Sense and Sensibility, Orgueil et Préjugés et Mansfield Park tout d'abord, puis Emma et enfin Persuasion, la dernière œuvre complète écrite par elle.

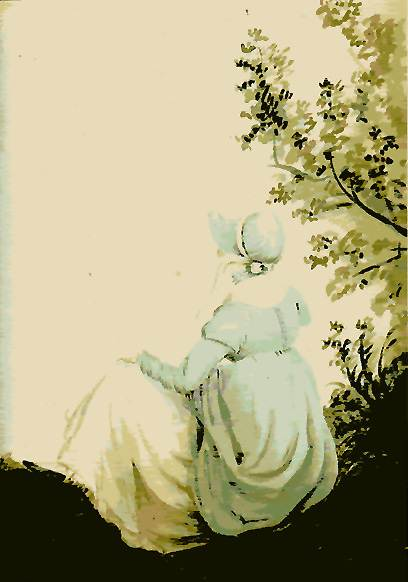
La fin du téléfilm montre Cassandra Austen en train de peindre cette aquarelle de sa sœur Jane, de dos, au pied d'un arbre.

Le téléfilm commence par la demande en mariage de Harris Bigg-Wither, acceptée puis refusée le lendemain par Jane Austen lorsqu'elle se rend compte qu'elle vient de faire une grave erreur en acceptant,.

  
Le rôle de « conseillère sentimentale » de sa nièce assumé par Jane Austen sert ensuite de fil conducteur à tout le téléfilm. Fanny Knight lui avait en effet demandé conseil à propos de la demande en mariage que lui a adressée Mr John Plumtree, avec la réponse suivante de sa tante : 

« Et à présent, ma chère Fanny, après avoir écrit en faveur de ce jeune homme, je vais maintenant te conjurer de ne pas t'engager plus avant, et de ne pas songer à l'accepter à moins qu'il ne te plaise réellement. Tout doit être préféré ou supporté plutôt que de se marier sans affection,. »

La brève idylle entre Jane Austen et Tom Lefroy est aussi rappelée. Le téléfilm met également en scène Cassandra Austen, la sœur de la romancière, si proche d'elle, leurs frères Edward (le père de Fanny) et Henry. Jane Austen était en effet venue à Londres pour négocier avec l'aide de ce dernier la publication d’Emma. C'est à la maladie qui frappe alors Henry qu'elle doit la rencontre d'abord avec le médecin Charles Thomas Haden, puis avec le Révérend James Stanier Clarke, bibliothécaire du Prince-Régent George Augustus Frederick de Hanovre. Le ridicule « plan d'un roman » soumis alors à Jane Austen par le Révérend Clarke est évoqué avec ironie par le téléfilm.
Le film se termine deux ans environ après la mort de la romancière, et montre Cassandra en train de brûler une grande partie de la correspondance échangée avec Jane Austen.

## Fiche technique
- Réalisation : Jeremy Lovering
- Scénario : Gwyneth Hughes, d'après les lettres de Jane Austen
- Photographie : David Katznelson
- Musique : Jennie Muskett
- Durée : 90 minutes
- Date de diffusion : 
  -  : le 5 juillet 2012 sur Arte

## Distribution

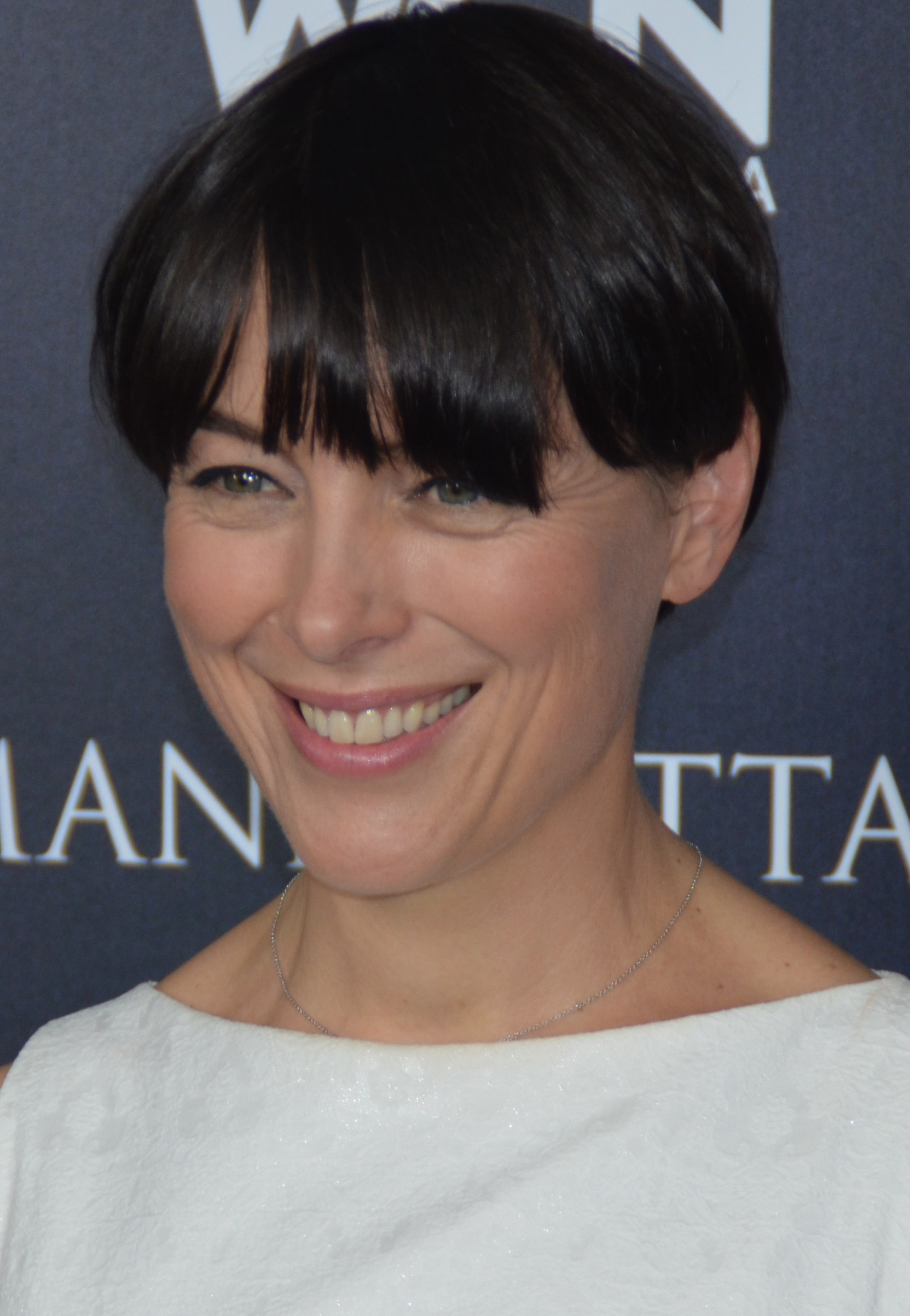
Olivia Williams

- Olivia Williams (VF : Anne Rondeleux) : Jane Austen
- Imogen Poots (VF : Barbara Probst) : Fanny Austen Knight
- Greta Scacchi (VF : Caroline Beaune) : Cassandra Austen
- Hugh Bonneville (VF : Bruno Magne) : Rev. Brook Bridges
- Adrian Edmondson (VF : Lionel Tua) : Henry Austen
- Jack Huston (VF : Damien Witecka) : Charles Haden
- Phyllida Law (VF : Yvette Petit) : Mrs. Austen
- Pip Torrens (VF : Guy Chapellier) : Edward Austen-Knight
- Sylvie Herbert (VF : Sylvie Herbert) : Madame Bigeon
- Tom Hiddleston : John Plumptre
- Sally Tatum : Anna Lefroy
- Jason Watkins (VF : Tanguy Goasdoué) : Rev. Clarke
- Voix additionnelles : Thierry Bourdon, Marie Facundo, Eric Legrand, Corinne Martin, Valéry Schatz[réf. nécessaire]